# 'Elisiva Fusipala Tauki'onetuku
ʻElisiva Fusipala Taukiʻonetuku (18 de mayo de 1850 - septiembre de 1889) fue una princesa tongana, madre del rey Jorge Tupou II. 

## Biografía
Nació como hija de Tēvita ʻUnga y su primera esposa, Fifita Vavʻau. Su padre era, según la ley cristiana recién adoptada, un hijo ilegítimo del rey Jorge Tupou I porque su madre era una esposa secundaria del rey. La suerte de su familia cambió cuando el único hijo legítimo del rey, el príncipe Vuna Takitakimālohi, murió, dejando a su padre como el heredero.
Se casó con su primo paterno, el príncipe Siaʻosi Fatafehi Toutaitokotaha (1842–1912), el cuarto Tuʻi Pelehake, nieto de Tupou I a través de su madre, la princesa Salote Pilolevu Mafileʻo, su tía. Juntos tuvieron un hijo, el futuro rey Jorge Tupou II. Su padre murió 1879, su hermano mayor 'Uelingatoni Ngu murió sin descendencia en 1885 y la misma suerte corrió su hermano más joven Nalesoni Laifone en 1889. Se convirtió en la princesa heredera del trono después de la muerte de su último hermano en 1889 y se mantuvo la condición de heredera durante dos meses antes de su propia muerte. Su hijo sucedió a su bisabuelo en 1893. La segunda hija de su hijo, la princesa ʻElisiva Fusipala Taukiʻonetuku, lleva su nombre.   